# Von Oldenskiöld
von Oldenskiöld är en adelsätt som adlades 1751 och som introducerades på Sveriges riddarhus som adlig släkt nummer 1 932 år 1752.

Släkten antas härstamma från Hannover i Tyskland. Äldste kände stamfader är en Andreas Johan Olbers (omnämnd 1687), vilken en tid skall ha varit handelsresande till, och möjligen hovförgyllare i, Stockholm. Hans son var assessorn Johan Andreas Olbers (1673–1740), sedermera rådman i Göteborg. Denna hade i sin tur sonen Eric Olbers (1725–1781), som var kapten vid Mauritz Posses värvade tyska infanteriregemente och sedermera sekundmajor vid Närke och Värmlands regemente.
Olbers adlades genom kunglig resolution given den 21 november 1751 i Stockholm. Han introducerades den 6 augusti 1752 under namnet von Oldenskiöld med nr 1 932.
Riddarhusdirektionen beslutade den 14 december 2006 att två tidigare oredovisade grenar införs på ättens stamtavla. Dessa ättemedlemmar har i huvudsak kallat sig Olbers men även (von) Oldenskjöld. Den äldre av de två grenarna kan möjligen fortleva i USA.
Originalsköldebrevet antas ha förstörts vid en eldsvåda.